# اندیس دره تخت ۲
دره تخت ۲ یک اندیس فلزی است که در حوالی شهر درود استان لرستان قرار دارد و مادهٔ معدنی موجود در آن، مس است.  